# サンタクルス州
サンタ・クルス州（サンタクルスしゅう、Provincia de Santa Cruz）は、アルゼンチンの南アメリカ大陸最南端の州である。北側をチュブ州と接し、南方にはマゼラン海峡を挟んでティエラ・デル・フエゴ州がある。
州名はスペイン語で「聖十字架」という意味を持つ。

## 自然・文化
州内には、世界遺産であるロス・グラシアレス、クエバ・デ・ラス・マノスがある。ロス・グアシアレスは南パタゴニア氷原から生じるペリト・モレノ氷河、ウプサラ氷河等を抱える国立公園であり、クエバ・デ・ラス・マノスは9000年ほど昔に先住民族が多数の手の跡を描いた洞窟である。

## 隣接州
- チュブ州
- ティエラ・デル・フエゴ州 (マゼラン海峡を挟む)
- マガジャネス・イ・デ・ラ・アンタルティカ・チレーナ州
- アイセン・デル・ヘネラル・カルロス・イバニェス・デル・カンポ州

## 下位行政区画
1. コルペン・アイケ・デパルタメント（英語版）
2. デセアード・デパルタメント（英語版）
3. グエル・アイケ・デパルタメント（英語版）
4. ラーゴ・アルヘンティーノ・デパルタメント（英語版）
5. ラーゴ・ブエノスアイレス・デパルタメント（英語版）
6. マガジャネス・デパルタメント（英語版）
7. リオ・チコ・デパルタメント (サンタクルス州)（英語版）

## 都市
- プエルト・サンタクルス
- プエルト・サン・ジュリアン
- リオ・ガジェゴス
- エル・カラファテ
- エル・チャルテン